# Gagea chloroneura
Gagea chloroneura är en liljeväxtart som beskrevs av Karl Heinz Rechinger. Gagea chloroneura ingår i Vårlökssläktet och i familjen liljeväxter. Inga underarter finns listade.